# Orange County (filme)
Orange County (bra: Correndo Atrás do Diploma; prt: Orange County) é um filme estadunidense de 2002, do gênero comédia dramática, dirigido por Jake Kasdan e escrito por Mike White para a Paramount Pictures e a MTV Films.

## Sinopse
Shaun Brumder (Colin Hanks) é um adolescente que vive no Condado de Orange (Califórnia) e é apaixonado por surfe, mas um acidente com um amigo o faz reavaliar sua vida. É quando encontra uma cópia do romance "Straight Jacket", de Marcus Skinner (Kevin Kline), que desperta nele o sonho de virar escritor e o leva a se dedicar aos estudos para ser aceito na Universidade de Stanford, onde Skinner leciona. Apesar das notas altas, porém, Shaun é rejeitado por engano, e tem 24 horas para corrigir a trapalhada.

## Elenco
- Colin Hanks como Shaun Brumder
- Jack Black como Lance Brumder
- Schuyler Fisk como Ashley
- Bret Harrison como Lonny
- Kyle Howard como Arlo
- R. J. Knoll como Chad
- Catherine O'Hara como Cindy Beugler
- Mike White como Mr. Burke
- John Lithgow como Bud Brumder
- George Murdock como Bob Beugler
- Lily Tomlin como Charlotte Cobb
- Lillian Hurst como Lupe
- Chevy Chase como diretor Harbert
- Olivia Rosewood como Dana
- Carly Pope como Tanya
- Natasha Melnick como Katie
- Kevin Kline como Marcus Skinner
- Ben Stiller como bombeiro

## Trilha sonora
A trilha sonora foi lançada em dois discos dia 18 de dezembro de 2001.
1. "Defy You" - The Offspring
2. "Story of My Life" (ao vivo) - Social Distortion
3. "The One" - Foo Fighters
4. "Shadow Stabbing" - Cake
5. "Butterfly" - Crazy Town
6. "1st Time" - Bad Ronald
7. "Lay Down Burden" - Brian Wilson
8. "Everything's Cool" - Lit
9. "Glad That It's Over" - 12 Rods
10. "Stick 'Em Up" - Quarashi
11. "Lose You" - Pete Yorn
12. "Under The Tracks" - Creeper Lagoon
13. "Love and Mercy" - Brian Wilson
14. "California" - Phantom Planet
15. "Hello" (hidden track) - Sugarbomb

### Singles
| Ano  | Título     | Banda         |
| ---- | ---------- | ------------- |
| 2001 | "Defy You" | The Offspring |
| 2002 | "The One"  | Foo Fighters  |